# Open de Rennes 2024
L'Open de Rennes 2024 è stato un torneo maschile di tennis professionistico. È stata la 18ª edizione del torneo, facente parte della categoria Challenger 100 nell'ambito dell'ATP Challenger Tour 2024, con un montepremi di 121 000 €. Si è giocato dal 9 al 15 settembre 2024 sui campi in cemento indoor del Le Liberté di Rennes, in Francia.

## Partecipanti

### Teste di serie
| Nazionalità | Giocatore          | Ranking* | Testa di serie |
| ----------- | ------------------ | -------- | -------------- |
| Francia     | Adrian Mannarino   | 42       | 1              |
| Francia     | Constant Lestienne | 111      | 2              |
| Francia     | Harold Mayot       | 113      | 3              |
| Francia     | Quentin Halys      | 119      | 4              |
| Francia     | Benjamin Bonzi     | 129      | 5              |
| Francia     | Titouan Droguet    | 146      | 6              |
| Francia     | Lucas Pouille      | 147      | 7              |
| Regno Unito | Jacob Fearnley     | 158      | 8              |

* Ranking al 26 agosto 2024.

### Altri partecipanti
I seguenti giocatori hanno ricevuto una wild card per il tabellone principale:
- Adrian Mannarino
- Sascha Gueymard Wayenburg
- Laurent Lokoli

Il seguente giocatore è entrato in tabellone con il ranking protetto:
- Evan Furness

I seguenti giocatori sono entrati in tabellone come alternate:
- Mathias Bourgue
- Michael Geerts

I seguenti giocatori sono passati dalle qualificazioni:
- Nikoloz Basilašvili
- Kenny de Schepper
- Eliakim Coulibaly
- Arthur Bouquier
- Max Wiskandt
- Steven Diez

## Punti e montepremi
| Torneo    | Torneo              | V      | F     | SF    | QF    | 2T    | 1T    | Q | Q2  | Q1  |
| Singolare | Punti               | 100    | 50    | 25    | 14    | 7     | 0     | 4 | 2   | 0   |
| Singolare | Premi in denaro (€) | 16 020 | 9 415 | 5 555 | 3 240 | 1 900 | 1 160 | – | 580 | 290 |
| Doppio    | Punti               | 100    | 50    | 25    | 14    | –     | 0     | – | –   | –   |
| Doppio    | Premi in denaro (€) | 6 845  | 4 050 | 2 400 | 1 420 | –     | 800   | – | –   | –   |

## Campioni

### Singolare
Jacob Fearnley ha sconfitto in finale  Quentin Halys con il punteggio di 0–6, 7–6(5), 6–3.

### Doppio
Sander Arends /  Grégoire Jacq hanno sconfitto in finale  Antoine Escoffier /  Joshua Paris con il punteggio di 6–4, 6–2.